# Frente (anatomía)
En anatomía humana, la frente es la parte frontal de la cabeza. Se trata, formalmente, de una zona de la cabeza limitada por tres zonas, dos en el cráneo y una en el cuero cabelludo. La parte superior de la frente está definida por la línea del cabello, el borde de la zona donde el cabello crece en el cuero cabelludo. La parte inferior de la frente está definida por la cresta supraorbitaria, la característica del hueso del cráneo por encima de las cejas. Los dos laterales de la frente están definidos por la cresta temporal, un hueso que une la cresta supraorbitaria a la línea de sutura coronal y más allá.